# ジュオンヴィル空軍基地
ジュオンヴィル空軍基地（フランス語: Base aérienne de Jehonville）は、ベルギー王国リュクサンブール州ベルトリの北に所在する軍用飛行場。
北大西洋条約機構が使用する予備飛行場であるが、管理はベルギー空軍が担当している。しかし、ベルギー空軍の定期的運用には用いられていない。

## 配置部隊
- 飛行教育隊[1]